# 14년

## 연호
- 신(新) 천봉(天鳳) 원년.

## 기년
- 신(新) 왕망(王莽) 7년
- 신라(新羅) 남해 차차웅(南解次次雄) 11년
- 고구려(高句麗) 유리명왕(瑠璃明王) 33년
- 백제(百濟) 온조왕(溫祚王) 32년

## 사건
- 낙랑군과 왜가 신라를 연이어 침공하다.[1]
- 티베리우스가 로마 제국의 황제가 되다.
- 고구려가 양맥(梁貊)을 공격하여 멸망시키고, 이어서 한나라의 고구려현(高句麗縣)을 공격하여 탈취함.

## 사망
- 로마 제국 초대 황제 아우구스투스 (기원전 63년~)

## 참고 문헌
- 김부식 (1145). 〈권제1〉. 《삼국사기》.